# Chrionema chlorotaenia
Chrionema chlorotaenia és una espècie de peix de la família dels percòfids i de l'ordre dels perciformes.

## Descripció
El cos, allargat, fa 22 cm de llargària màxima, és de color marró grisenc (més clar a la zona ventral) i presenta tres taques fosques als flancs i punts de color groc als ulls i l'opercle. Cap deprimit a la part anterior, amb els ulls grans, l'espai interorbitari estret, la boca gran i una filera de dents de color negre a la mandíbula superior. Opercle amb dues espines. Absència d'espines a l'extrem anterior del musell i de barbetes a l'extrem de la mandíbula superior. Sense excrescència dèrmica a l'extrem posterior de la mandíbula superior. Dues aletes dorsals. La primera espina de l'aleta dorsal no s'allarga en forma de filament. Aleta anal amb 25-26 radis.

## Alimentació
El seu nivell tròfic és de 3,63.

## Hàbitat i distribució geogràfica
És un peix marí i batidemersal, el qual viu a la conca Indo-Pacífica: el talús continental des de la badia de Tosa (el Japó) fins al mar de la Xina Oriental i l'oest d'Austràlia (Austràlia Occidental), incloent-hi la Xina, el sud-oest i el nord-est de Taiwan i Indonèsia. També és present a l'Atlàntic sud-oriental.

## Observacions
És inofensiu per als humans i el seu índex de vulnerabilitat és moderat (39 de 100).